# کولونزی
کولونزی (به انگلیسی: Colonsay) 
(به گیلیک اسکاتلندی: Colbhasa) یک جزیره از مجمع‌الجزایر هیبرید اسکاتلند است. جزیره کولونزی خانه خاندان مک‌فی و بخشی از مک‌نیل در گذشته در این جزیره ساکن بوده‌اند ولی امروزه تقریباً این جزیره خالی از سکنه است. پلاژهای برهنگی کیلوران و بالنهارد و زمین گلف جزیره در جنوب جزیره، جاذبه‌های توریستی کولونزی هستند. بهترین راه دسترسی به جزیره فرودگاه کولونزی است. 

## نگارخانه

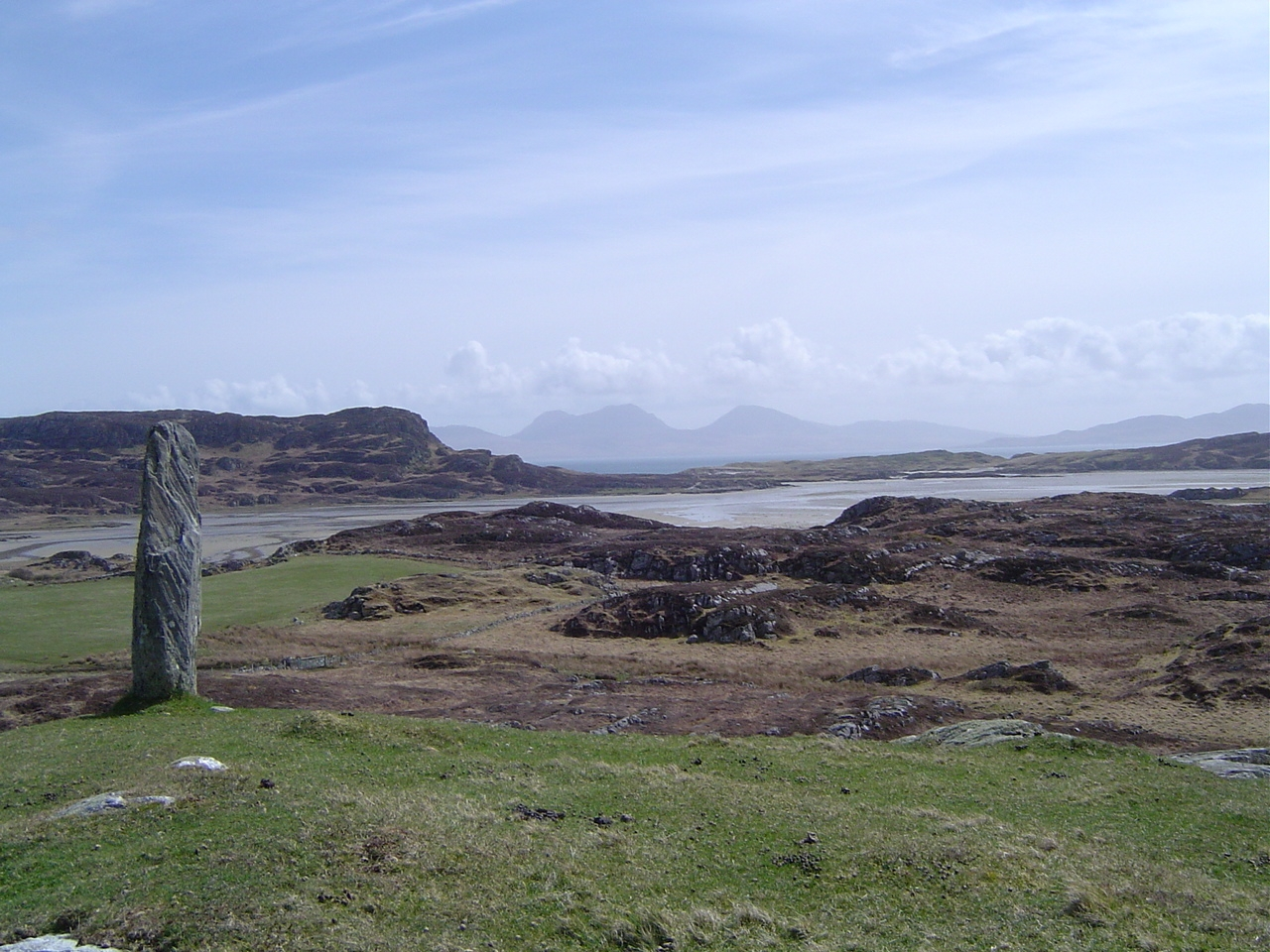
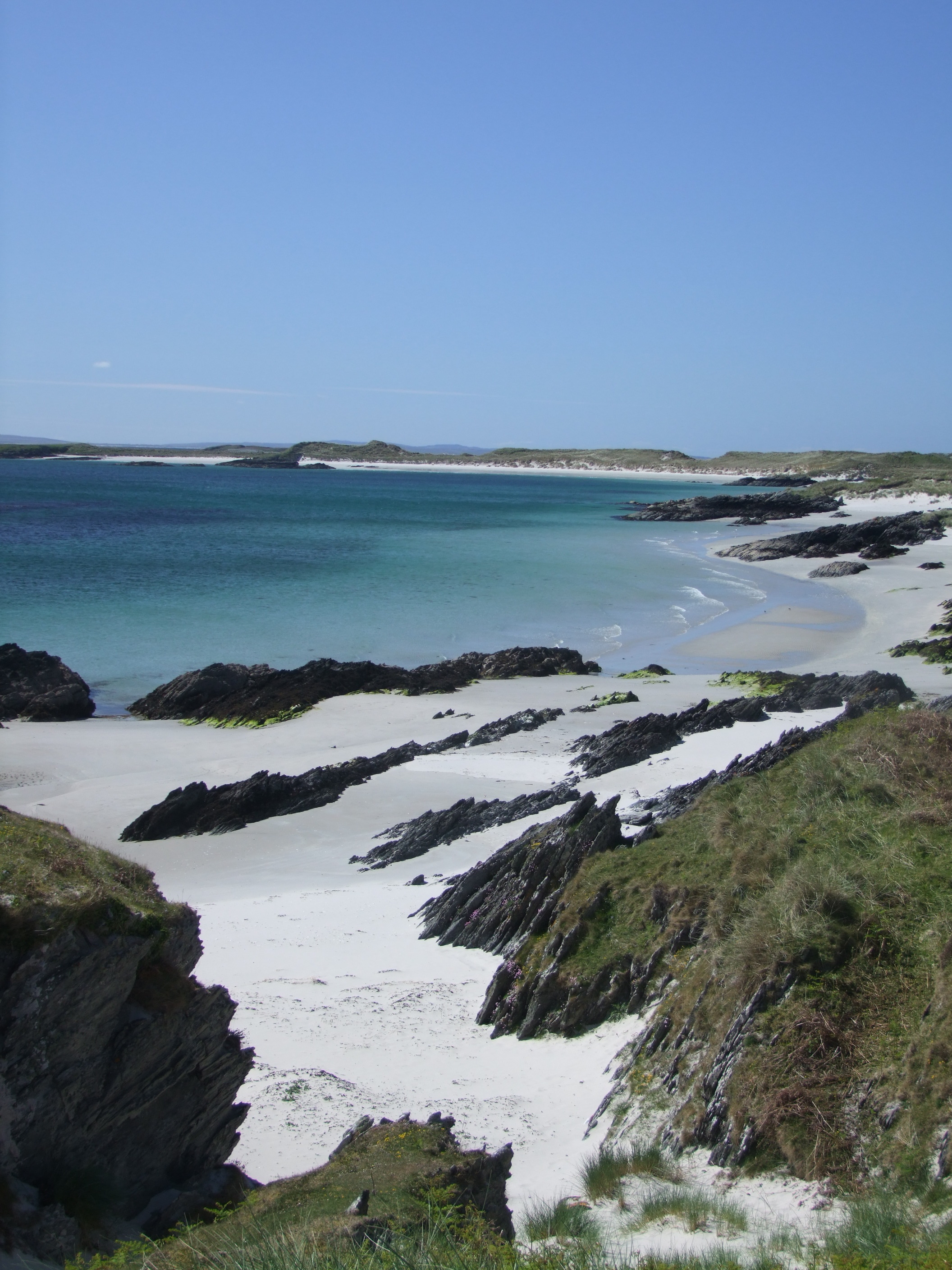
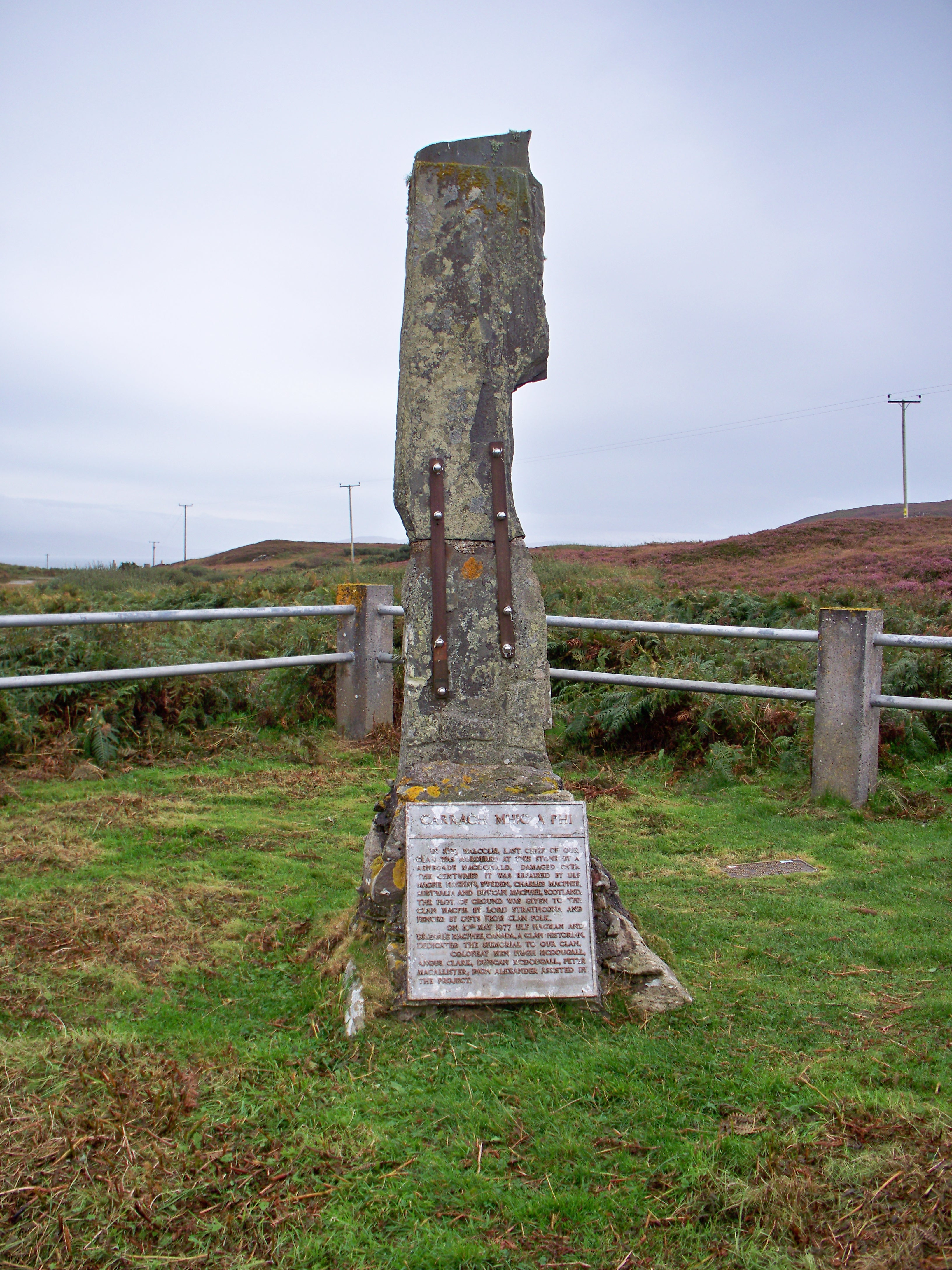
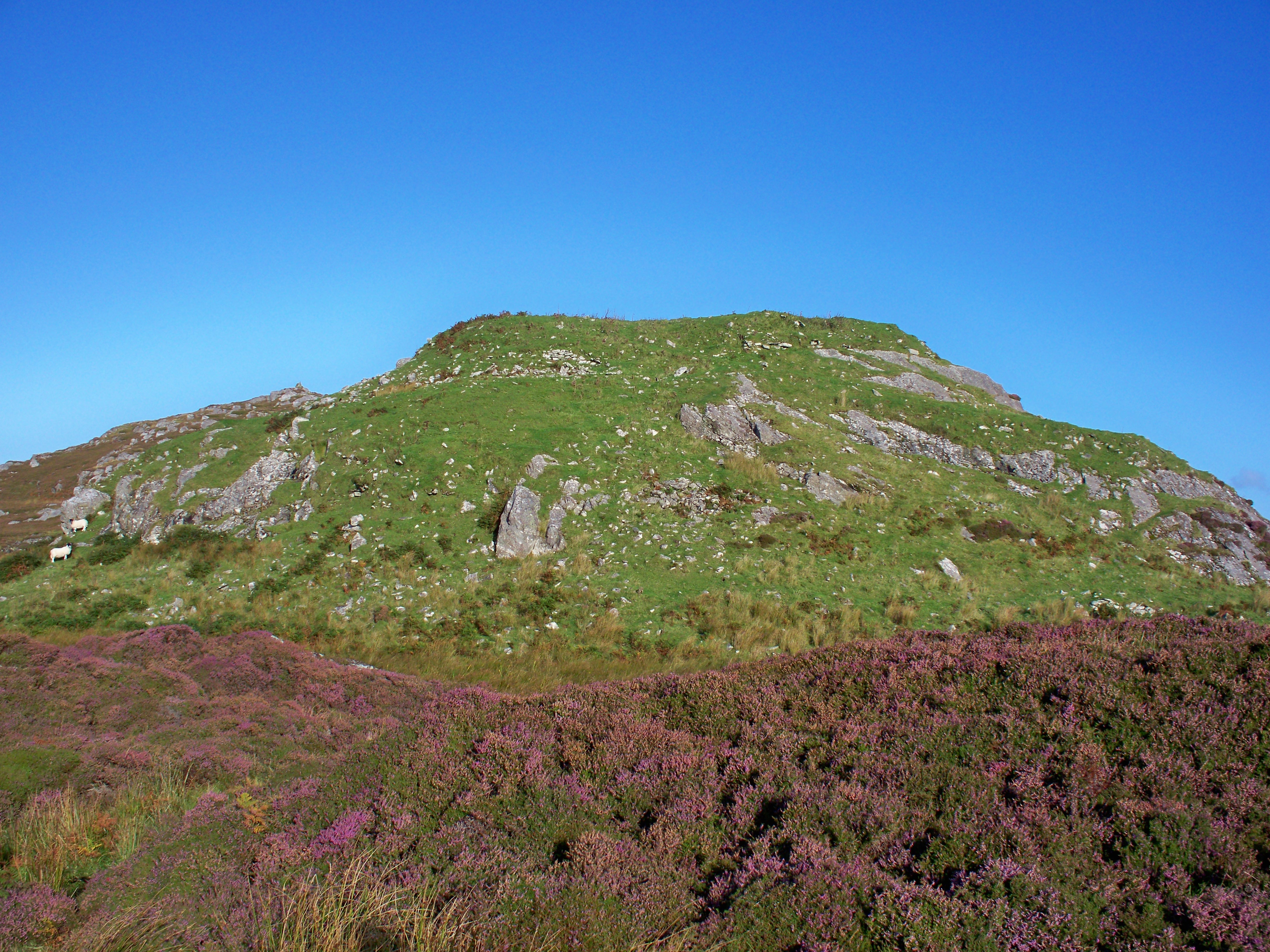